# 阿圖站 (阿拉斯加州)
阿圖站（英語：Attu Station）是位於美國阿拉斯加州西阿留申人口普查區的一個非建制地區和人口普查指定地區。根據2010年美國人口普查，該地共人口0人，而該地的面積約為372.10平方千米。

## 地理
阿圖站的座標為52°50′47″N 173°11′10″E / 52.84639°N 173.18611°E，而該地的平均海拔高度為21米（即70英尺）。